# Herkules I av Este
Herkules I av Este, född 26 oktober 1431 i Ferrara, död 15 juni 1505 i Ferrara, var hertig av Ferrara, Modena och Reggio 1471-1505. Herkules var son till Niccolò III av Este. 
Han gifte sig 1473 med Eleonora av Neapel.
Herkules I var en ivrig främjare av vetenskap och konst. Under hans tid blev hovet i Ferrara känt för sin prakt och en samlingsplats för konstnärer och skalder som Ludovico Ariosto.

## Barn
1. Isabella av Este (1474-1539), gift med Francesco II av Mantua
2. Beatrice av Este (1475-1497), gift med Ludovico il Moro Sforza
3. Alfonso I av Este (1476-1534), gift med Lucrezia Borgia
4. Ferrante av Este (1477-1540)
5. Giulio av Este (1478-1561) - utomäktenskaplig
6. Ippolito I av Este (1479-1520), kardinal
7. Sigismondo av Este (1480-1524)